# Tjeljabinsk-meteoren
Tjeljabinsk-meteoren var en meteor på anslået over 10.000 ton og en anslået diameter på 17 m, der den 15. februar 2013 klokken 09:20:26 lokal tid (03:20:26 UTC) eksploderede i en højde af 15–20 km over byen Tjeljabinsk nær Uralbjergene.
Det meste af meteoren brændte op på sin vej ned gennem atmosfæren. Den var højst sandsynligt af jern, da den kunne trænge så langt gennem atmosfæren. Nøjagtige data findes stadig ikke. Den eksploderede i mindst tre større stykker omkring 15-20 kilometer fra Jordens overflade, da den kom farende med 19 kilometer i sekundet, 68.000 km/t, og derefter ramte befolkede områder. Eksplosionen frigav en energimængde på ca. 500 kiloton TNT svarende til en stor atombombe.
Den brændende meteor kunne ses på himlen flere hundrede kilometer væk, med en tyk hale af kondenseret vanddamp efter sig. Selve eksplosionen lyste himlen op over byområderne i Tjeljabinsk, Jekaterinburg og Tjumen samt i Orenburg oblast, Basjkortostan og Kasakhstan.
I forbindelse med at meteorens bane efterfølgende har kunnet beregnes meget præcist, har det vist sig at man kan spore dens indtrængen i Jordens atmosfære allerede 32,5 sek. tidligere og 6.500 km derfra over Alaska via infralydsoptagelser.
Ifølge astrofysikeren Patrik Norqvist fra Umeå Universitet var meteoritten 2 minutter og 40 sekunder fra at ramme København eller det sydlige Sverige.
Et muligt moderlegeme til meteoritnedfaldet er Apollo-asteroiden 2011 EO40.

## Konsekvenser for lokalbefolkningen
Eksplosionen var så kraftig, at den skabte voldsomme trykbølger og medførte omfattende ødelæggelser i området, bl.a. mange skader på 3.000 bygninger i seks byer, hvor bl.a. vinduer blev blæst ud. Heraf blev 34 lægehuse og 361 skoler og børnehaver helt eller delvist smadret. Alle universiteter, skoler og børnehaver i Tjeljabinsk var herefter blevet lukket i to dage. Guvernøren Mikhail Jurevitj lovede to dage efter eksplosionen at reparere de smadrede vinduer inden for en uge, da var 30 % allerede repareret. En af bygningerne, der blev beskadiget ved eksplosionen, var Traktor Sport Palace, hjemme arena for Traktor Tjeljabinsk i Kontinentale Hockey-Liga. Arenaen blev lukket for inspektion, hvilket påvirkede forskellige planlagte arrangementer i arenaen, muligvis også slutspillet i KHL. Ifølge myndighederne løb skaderne formentlig op i omkring 75 millioner kr.
Meteoren forårsagede 1.159 personskader, herunder skader på 289 børn som søgte lægehjælp. De fleste blev skadet af glassplinter fra de smadrede vinduer, 52 blev indlagt deraf 13 børn. Nogle fingre og tæer blev angiveligt amputeret, mens andre led af svære posttraumatisk belastningsreaktioner. Tre rapporteredes så alvorligt skadet, at de blev indlagt på intensiv-afdeling. En 52-årig kvinde med en brækket ryg, blev fløjet til Moskva for behandling. De fleste af ofrene boede i Tjeljabinsk, men mindst 130 ofre, hvoraf de 30 er børn, boede i byen Kopejsk. Officielt blev ingen dødsfald registreret som følge af hændelsen. Samtidig var mange beboere uden varme, da man af sikkerhedsgrunde havde lukket for gassen. Temperaturen var den første nat efter nedslaget nede på omkring -20 °C i området. Telefonnettet gik fuldstændig ned i en periode.
Der var udkommanderet 20.000 mand for at afhjælpe konsekvenserne af meteornedslaget, bl.a. hjalp de udkomanderede de sårede. Der blev oprettet en hotline, hvor befolkningen fra Tjeljabinsk kunne ringe ind for at få psykologhjælp efter hændelsen, og flere af områdets kommuner var i undtagelsestilstand.
Ural-regionen er kendt for mange industrivirksomheder, blandt andet et kernekraftanlæg og et stort oplagringsanlæg for atomaffald. Ifølge det statslige atomkraftselskab Rosatom påvirkede meteorregnen ikke driften af disse faciliteter.

## Kratere
Det russiske militær fandt samme dag tre kratere, hvor meteoritter slog ned. To blev fundet nær Tjebarkulsøen, som ligger omkring 80 kilometer vest for Tjeljabinsk, mens det tredje blev fundet yderligere 80 kilometer i nordøstlig retning ved byen Zlatoust. Det ene af kraterne ved Tjebarkul, som kan ses som et hul i isen, er seks meter i diameter.
I Kasakhstan, der støder op til de berørte russiske regioner, ledte myndighederne efter to uidentificerede objekter, der kunne være havnet i Aktobe oblast.

### Stenmeteorit
Godt to døgn efter nedslaget stoppede myndighederne med at lede efter meteoren i Tjebarkulsøen. Man konkluderede i første omgang at der ikke var nogle meteoritter på bunden af søen. Men allerede dagen efter viste det sig, at nogle af de prøver dykkerne havde taget med, måtte stamme fra meteoren. Forskeren fra Urals Føderale Universitet, Viktor Grohovskij, oplyste at der er tale om en almindelig stenmeteorit (chondrit) med et meteorisk jernindhold på omkring 10 procent samt olivin og sulfitter. Man fandt 53 mindre stenmeteoriter rundt om hullet som meteoritter skabte i isen, alle var under en cm i diameter. I alt er der fundet over 100 fragmenter af meteoritten. Den største er et stykke på 1,8 kilo.

## Animering
Begivenheden blev fanget på mange amatøroptagelser og lagt ud på bl.a. YouTube. Disse er næsten alle optaget fra biler, det skyldes at det i Rusland er populært at installere kamera i bilen (dashcam) for at bevise skyld/uskyld i trafikuheld.
Forskere har på grundlag af de mange optagelser af meteoritten lavet en animering af nedslaget bl.a. for at studere energifrigørelsen til atmosfæren.

## Andre himmellegemer

### Ingen sammenhæng med asteroiden Duende
Det antages, at der ingen sammenhæng er mellem begivenhederne i Uralbjergene, og asteroiden (367943) Duende, der strøg forbi Jorden samme aften i en afstand på 27.700 kilomenter. Det er det tætteste i historisk tid for et objekt af den størrelse. Det Europæiske Rumagentur ESA og NASA afviser, at der en nogen sammenhæng.

### Kunasják-meteoren
Tjeljabinsk-regionen blev også ramt af en meteorregn den 11. juni 1949. Dengang fandt videnskabsfolk 20 meteoritter i nærheden af byen Kunasják ca. 60 km nordnordøst for Tjeljabinsk, med en samlet vægt på mere end 200 kg, hvoraf den største alene vejede 120 kg.

### Tunguska-eksplosionen
Den 30. juni 1908 eksploderede en meteor formentlig over Tunguska længere østpå i Sibirien, med en så voldsom kraft at stort set alle træer i et område på størrelse med Sjælland blev blæst omkuld.